# حوض و سکوی نهارخوران
حوض و سکوی نهارخوران مربوط به اواخر دوره قاجار است و در شهرستان تنکابن، بخش خرم‌آباد، شهر خرم‌آباد، محوطه باغ کشاورزی واقع شده و این اثر در تاریخ ۲۶ اسفند ۱۳۸۶ با شمارهٔ ثبت ۲۱۹۷۲ به‌عنوان یکی از آثار ملی ایران به ثبت رسیده است.